# Light Tank Mk VI
Tank, Light, Mk VI (Vickers Mk VI) – brytyjski czołg lekki skonstruowany w okresie międzywojennym.

## Historia
W 1936 roku do uzbrojenia armii brytyjskiej przyjęto czołg Light Tank Mk VI. Podobnie jak wcześniejszy Light Tank Mk V miał on trójosobową załogę i był uzbrojony w dwa karabiny maszynowe Vickers kalibru 7,7 mm. Podstawową zmianą było wyposażenie wieży w niszę mieszczącą radiostację No 7.

## Wersje
- Mk VI – pierwsza wersja produkcyjna, silnik ESTL, koło podtrzymujące górną część gąsienicy zamontowane na wózku jezdnym[1].
- Mk VIA – silnik  ESTB, ośmiokątna wieżyczka dowódcy, koło podtrzymujące górną część gąsienicy zamontowane na bocznej ścianie kadłuba[1].
- Mk VIB – wersja produkowana najliczniej, ponownie z okrągłą wieżyczkę dowódcy oraz ze zmodyfikowanym układem chłodzenia silnika (zmieniono kształt żaluzji wlotów powietrza chłodzącego i miejsce mocowania chłodnicy)[2].
- Mk VIC – bez wieżyczki obserwacyjnej dowódcy, wzmocniono uzbrojenie poprzez wyposażenie czołgu w wkm Besa kalibru 15 mm. Drugim karabinem maszynowym był początkowo nadal Vickers, ale od 1939 roku zastępowano go przez karabin maszynowy Besa kalibru 7,92 mm[2].AA Mk I 1942 r.

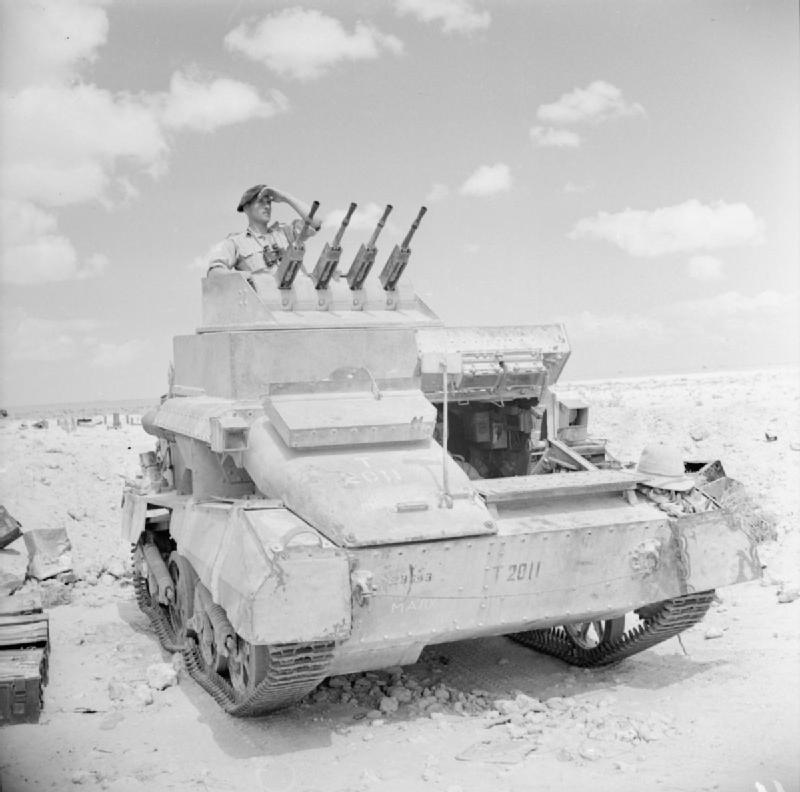
AA Mk I 1942 r.

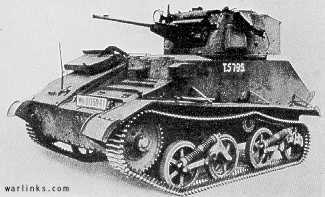
Mk VIC

Istniała także wersja Indian Pattern pozbawiona wieżyczki dowódcy w miejsce której zamontowano pojedynczy peryskop.
Podwozie czołgu Mk VI wykorzystano do budowy działa przeciwlotniczego Light Tank AA Mk I uzbrojonego w cztery karabiny maszynowe Besa kalibru 7,92 mm. Później powstała jego zmodyfikowana wersja Light Tank AA Mk II posiadająca wieżę z powiększonymi zasobnikami amunicyjnymi. Przebudowano 60 czołgów. Zbudowano także prototyp czołgu mostowego, ale został on utracony podczas transportu do Egiptu.

## Produkcja
Wyprodukowano 1237 czołgów: 81 Mk VI, 115 Mk VIA, 953(960)Mk VIB, 88 (115) MK VIC.

## Opis konstrukcji

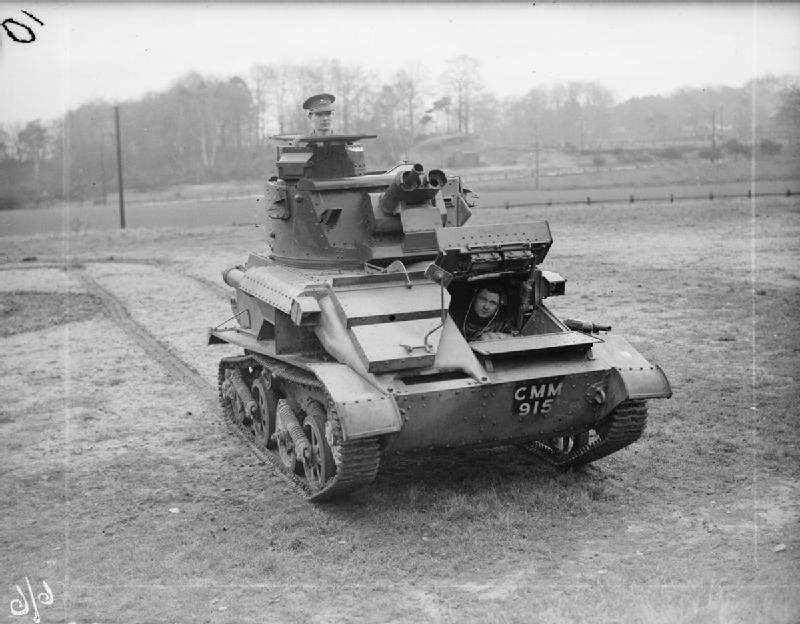
Mk VIA 1937 r.

Light Tank Mk VI miał budowę klasyczną. W tylnej części kadłuba znajdował się sześciocylindrowy, rzędowy, chłodzony cieczą silnik gaźnikowy Meadows ESTL, ESTB/A lub ESTB/B o mocy 65 kW. Silnik napędzał umieszczone z przodu kadłuba koła napędowe. Z każdej strony znajdowały się cztery koła jezdne zblokowane w dwa wózki, amortyzowane ukośnymi sprężynami śrubowymi. Każda gąsienica o szerokości 240 mm była podtrzymywana przez jedną rolkę. Uzbrojeniem był wkm Vickers lub Besa i czołgowy karabin maszynowy Vickers lub Besa. Załoga składała się z mechanika-kierowcy, strzelca i dowódcy.

## Użytkownicy
Wersją która stała się w latach 1939-1940 podstawowym wyposażeniem oddziałów czołgów lekkich był Light Tank Mk VIB. Około 400 czołgów Tank, Light, Mk VI zostało użytych bojowo przez British Expeditionary Force walczący we Francji w 1940 roku. Prawie wszystkie czołgi zostały utracone. Czołgi były również używane przez jednostki brytyjskie walczące w Afryce Północnej w latach 1940-1941. Czołgi Mk VI były używane głównie do zwiadu i rajdów na włoskie linie zaopatrzeniowe. Po przezbrojeniu jednostek pierwszoliniowych w nowe typy czołgów (A9, A10, A12) czołgi Mk VI były używane do szkolenia kierowców lekkich pojazdów gąsienicowych. Niewielka liczba czołgów trafiła na Maltę i na Kretę, gdzie walczyła z desantem niemieckim. 104 czołgi trafiły do Indii, 24 (9?) do Kanady, niewielka liczba (11? szt.) do Australii, 70 czołgów sprzedano Turcji, 13 (16?) – Egiptowi, a 1 czołg do Iraku.

### III Rzesza
Zdobyte przez Niemców czołgi otrzymały oznaczenie PzKpfw VI 736 (e). Podwozie zdobytych czołgów Mk VI posłużyło Niemcom do budowy dział samobieżnych. Były to samobieżne haubice szturmowe. Zbudowano 12 szt. pojazdów 10,5cm leFH 16 auf Fgst Geschützwagen Mk VI(e) (10.5cm leFH 16 (Sf) auf le Pz.Kpfw. Mk IV 736 (e)) uzbrojonych w haubicę kalibru 105 mm i 6 szt. uzbrojonych w haubicę kalibru 150 mm. Wehrmacht używał ich także jako opancerzone pojazdy amunicyjne i czołgi obserwacyjne na Froncie Wschodnim.

### Służba w Polskich Siłach Zbrojnych
Na czołgach tych szkolili się polscy czołgiści na Bliskim Wschodzie. Pierwsze 6 czołgów dotarło 27 czerwca 1942 roku do obozu Cowley Camp w Egipcie, gdzie szkolili się żołnierze przyszłej 2 Brygady Pancernej. Były to czołgi Mk VIB, które trafiły do 1. batalionu. Czołgi służyły do nauki jazdy oraz poznania budowy czołgu. Prowadzono też ćwiczenia na poziomie plutonu. Również 2. batalion szkolił się na czołgach Mk VIB. Pojazdy te były również na wyposażeniu Centrum Wyszkolenia Broni Pancernej i Szkoły Podchorążych Broni Pancernej. Najwyższy stan tych czołgów zanotowano pod koniec 1942 roku – było to 17 pojazdów. Ostatni raz czołgi były wykazywane w sprawozdaniu o stanie polskich oddziałów 19 lutego 1943 roku – 11 Mk VIB.